# Jože Klemenčič (smučarski tekač)
Jože Klemenčič, slovenski smučarski tekač, * 3. junij 1962, Ljubljana.
Jože Klemenčič je za Jugoslavijo nastopil na Zimskih olimpijskih igrah 1984 v Sarajevu, kjer je tekmoval v teku na 15, 30 in 50 km ter v štafeti 4 x 10 km. 
V teku na 15 kilometrov je bil zaradi napačne uporabe tehnike teka diskvalificiran. Na 30 kilometrov je osvojil 38. mesto, v teku na 50 km pa je bil 42,  Štafeta je takrat končala na 12. mestu.
Jože Klemenčič je nastopil tudi na treh svetovnih prvenstvih v nordijskih disciplinah  ( SP Oslo 1982, SP Seefeld 1985, SP Oberstdorf 1987 ) in na treh mladinskih svetovnih prvenstvih ( MSP Ornsköldsvik 1980, MSP Schönach 1981, MSP Murau 1982 ). Na SP 1985 in SP 1987 je osvojil 32, mesto v teku na 50 km.